# NOiSE (манґа)
NOiSE — манґа, написана й проілюстрована Ніхеєм Цутому. Вона є приквелом до його десятитомної роботи «Блам!». Noise містить певну інформацію про походження та початкові розміри Мегаструктури, а також про витоки кремнієвого життя. У книзі також опубліковано Блам — ваншот-прототип «Блам!», що вперше вийшов у жовтні 1995 року.

## Сюжет
Історія розповідає про Мусубі Сусоно, молоду офіцерку поліції у постапокаліптичному підземному місті, де вирує життя, яка розслідує нещодавні викрадення дітей. Вона знаходить сильно модифікований мечеподібний гравітаційний променевий випромінювач, а також інші елементи, що набувають різних форм у пізнішій публікації (наприклад, кремнієве життя).

## Публікація
NOiSE, створена Ніхеєм Цутому, виходила у Kodansha в журналі Afternoon Season Zōkan з 10 березня 2000 року до 10 червня 2001 року. «Kodansha» зібрала всі розділи в один том формату танкобон, який вийшов 20 жовтня 2001 року.
У Північній Америці цю манґу ліцензувала компанія Tokyopop, яка видала єдиний том 11 грудня 2007 року. Згодом манґу перевидала Kodansha USA у цифровому форматі 28 червня 2016 року та у друкованому — 29 листопада 2022 року.

## Додаткова інформація
- Douresseaux, Leroy (14 грудня 2007). Tsutomu Nihei: NOiSE. ComicBookBin.
- Campbell, Scott (18 грудня 2007). NOiSE. Active Anime. Архів оригіналу за 10 січня 2012.
- McNeil, Sheena (24 грудня 2007). NOiSE. Sequential Tart.
- A.E. Sparrow (15 січня 2008). Noise: Volume 1 Review. IGN.
- Haley, Ken (1 лютого 2008). NOiSE. PopCultureShock. Архів оригіналу за 1 липня 2021.
- Jones, Erin (8 жовтня 2008). Noise Vol. #01. Mania.com. Архів оригіналу за 21 квітня 2015.